# Parnassius nordmanni
Espèce
Parnassius nordmanni est une espèce d'insectes lépidoptères de la famille des Papilionidae, de la sous-famille des Parnassiinae et du genre Parnassius.

## Dénomination
Parnassius nordmanni a été nommé par Édouard Ménétries en 1850.

### Sous-espèces
- Parnassius nordmanni thomai de Freina, 1980[1].

## Description
Parnassius  nordmanni est un papillon de taille moyenne, au corps velu comme celui de tous les papillons du genre Parnassius. Les ailes sont blanches aux ailes antérieures largement bordées  de gris beige au bord externe avec deux marques noires près du bord costal et aux ailes postérieures avec une bande noire depuis la base au bord interne et deux taches rouge cerclées de noir.

## Biologie

### Période de vol et hivernation
Il vole en une génération en juillet et aout.
Il hiverne au premier stade de la chenille.

### Plantes hôtes
Les plantes hôtes de ses chenilles sont des Corydalis dont Corydalis alpestris, Corydalis conorhiza et Corydalis emanuelii.

## Écologie et distribution
Parnassius nordmanni est présent dans tout le Caucase, en Géorgie et dans le nord de la Turquie.

### Biotope
Parnassius nordmanni réside dans la zone subalpine des montagnes, entre 2 000 m à 4 000 m.

### Protection
Pas de statut de protection particulier.